# Marion Zinderstein Jessup
Marion Zinderstein Jessup, född den 6 maj 1896 i Allentown, Pennsylvania, död den 14 augusti 1980 i Litchfield County, Connecticut, var en amerikansk tennisspelare, framgångsrik framförallt i dubbel.
Marion Zinderstein vann totalt fem Grand Slam-titlar i Amerikanska mästerskapen perioden 1918-22. Fyra av titlarna var i dubbel tillsammans med Eleanor Goss (1918-1920) och Helen Wills Moody (1922). Hon vann också mixed dubbeltiteln 1919 tillsammans med Vincent Richards. Tillsammans med Richards vann hon silvermedalj i mixed dubbelturneringen i Olympiska sommarspelen i Paris 1924. De förlorade då finalen mot landsmännen Hazel Hotchkiss Wightman/Richard Norris Williams.
Hon nådde två gånger singelfinalen i Amerikanska mästerskapen men förlorade båda gångerna. Den första finalen, 1919, förlorade hon mot Hotchkiss Wightman (1-6, 2-6) och den andra, 1920, mot Molla Mallory (3-6, 1-6).  
Marion Zinderstein deltog i det amerikanska Wightman Cup-laget 1924 och 1926.

## Grand Slam-titlar
- Amerikanska mästerskapen
  - Dubbel - 1918, 1919, 1920, 1922
  - Mixed dubbel - 1919